# 紫沙蛇
紫沙蛇是游蛇科紫沙蛇属的一種蛇，又名紫沙蛇或褐山蛇，屬晝夜不定時性的小型弱毒蛇類，體色多變，可為黃棕色、深褐色至灰褐色，但頭頂皆有Y字形的斑紋。本種分布於亞洲東南部，常棲息於平原或低海拔山區的沼澤、溼地或灌叢。本種已知有兩個亞種，其中多數地區的族群屬於指名亞種，模式產地位於爪哇岛，而臺灣的族群則自成一個亞種，模式標本採集於恆春龜仔甪。

## 特徵
紫沙蛇為小型蛇類，最長約90公分。體色多變，從褐色、紅褐色到暗紫色都有，有些個體身上還有黑色或白色班點，頭部有一道「Y」字型斑紋，有輕微的毒性，但被咬到不會傷害人體。

## 習性
紫沙蛇多棲息在山區、河床草生地、開墾地、水溝等環境，晝夜都會活動。生性兇猛，捕食蜥蜴、蛙類等，有時甚至會捕食其他蛇類。

## 保护
本种于2023年被收录入《有重要生态、科学、社会价值的陆生野生动物名录》。